# Léon Bourgeois
Léon Victor Auguste Bourgeois (ur. 21 maja 1851 w Paryżu, zm. 29 września 1925 w Épernay) – francuski prawnik i polityk, premier Francji w latach 1895–1896, laureat Pokojowej Nagrody Nobla, główny twórca francuskiego solidaryzmu.

## Życiorys
Bourgeois urodził się w Paryżu w skromnej republikańskiej rodzinie zegarmistrza pochodzenia burgundzkiego. Był synem paryskiego zegarmistrza. Uczył się w Lycée Charlemagne, po jego ukończeniu służył w wojsku i brał udział w wojnie francusko-pruskiej. Po wojnie podjął studia prawnicze na Uniwersytecie Paryskim.
W 1876 podjął pracę w administracji państwowej. W 1882 został prefektem departamentu Tarn, a w 1885 departamentu Górna Garonna. W 1887 (w czasie, gdy Jules Grévy zrezygnował z prezydentury) objął stanowisko prefekta paryskiej policji.
W lutym 1888 został deputowanym z departamentu Marna, pokonując w wyborach Georges’a Boulangera. Wstąpił do Partii Radykalno-Socjalistycznej; był inicjatorem wprowadzenia do jej programu elementów pomocy społecznej oraz progresywnego podatku dochodowego. W 1889 został ministrem spraw wewnętrznych w gabinecie Pierre’a Tirarda, a 18 marca 1890 ministrem oświaty w rządzie Charles’a de Freycineta. Wprowadził wówczas w życie reformę szkolnictwa wyższego.
W okresie od 6 grudnia 1892 do 4 kwietnia 1893 był ministrem sprawiedliwości Francji (z jednodniową przerwą 12 marca 1893, wywołaną przez skandal panamski). W 1895 powołał własny rząd, w którego programie było m.in. wprowadzenie powszechnego podatku dochodowego, rozdział Kościoła od państwa, reforma szkolnictwa i służby zdrowia. Funkcję premiera Francji sprawował od 1 listopada 1895 do 29 kwietnia 1896.
W latach 1899 i 1907 był członkiem francuskich delegacji na konferencje pokojowe w Hadze, w wyniku których podpisane zostały konwencje haskie. Na pierwszej z tych konferencji postulował powołanie Stałego Sądu Arbitrażowego. Jego przemówienia z obu konferencji zostały wydane jako Pour la Société des Nations. W wydanej w 1896 publikacji Solidarité zaproponował powołanie międzynarodowej organizacji o kształcie zbliżonym do późniejszej Ligi Narodów. Był jednym z jej współzałożycieli w 1919.
W czasie I wojny światowej powrócił do rządu. Zajmował się przede wszystkim sprawami socjalnymi, społecznymi i ekonomicznymi następstwami wojny. Od 1920 do 1923 był przewodniczącym francuskiego Senatu. Potem zrezygnował z pełnienia funkcji publicznych z powodu pogarszającego się stanu zdrowia. Zmarł w 1925 w wieku 74 lat.
Za swoją działalność w Lidze Narodów otrzymał w 1920 Pokojową Nagrodę Nobla.
Napisał m.in. Solidarité (wyd. 1897); Diplomatie du droit (wyd. 1909); Essai d’une philosophie de la solidarité (wyd. 1902); L’oeuvre de la société des nations (wyd. 1923).

## Solidaryzm
Bourgeois jest właściwym twórcą francuskiego solidaryzmu, który był nazywany "oficjalną ideologią" III Republiki. Źródła solidaryzmu były starsze i sięgały rewolucyjnej idei braterstwa, a także socjologicznych prac Emila Durkheima. To Bourgeois nadał jednak tym ideom pełen kształt i znaczenie.  W pracy Solidarité (1896), która tezy na temat roli solidarności jako więzi społecznej przekształcała w doktrynę społeczno-polityczną, mającą być odrębną zarówno od liberalizmu, jak i socjalizmu.  Idee solidarystyczne miały być realizowane poprzez prawo i instytucje. Bourgeois wskazywał trzy podstawowe kierunki zmian prawnych: zabezpieczenie obywateli przed nieszczęśliwymi wypadkami, zagwarantowanie minimum egzystencji, oraz darmowa edukacja. Dzięki politycznej pozycji Bourgeoisa niektóre z tych zadań udało się zrealizować w III Republice za pomocą ustawodawstwa socjalnego i ochronnego. Bourgeouis starał się również realizować idee solidarystyczne w sferze międzynarodowej. W  1910 postulował powołanie Towarzystwa Narodów, opartego na prawnej więzi między narodami. Idee te starał się realizować, kiedy stanął na czele Rady Ligi Narodów